# Louis Braille

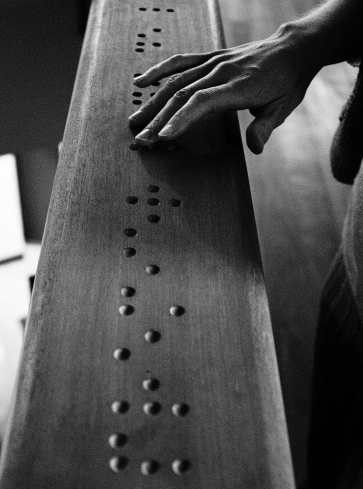
Ręka czytająca słowo francuskie „premier” (pierwszy) w alfabecie Braille'a

Louis Braille (ur. 4 stycznia 1809 w Coupvray, zm. 6 stycznia 1852 w Paryżu) – francuski twórca alfabetu dla niewidomych, nazwanego później alfabetem Braille’a, organista.

## Życiorys

### Dzieciństwo
Louis Braille przyszedł na świat jako czwarte dziecko w rodzinie rymarza Simon René Braille’a oraz córki winiarza Monique z domu Baron, dołączając do trojga rodzeństwa: Monique Catherine Joséphine (ur. 1793), Louisa Simona (ur. 1795) oraz Marie Céline (ur. 1797). Ojciec Louisa zdobył tytuł mistrza rymarskiego w wieku 27 lat i był cenionym rzemieślnikiem zajmującym się wytwarzaniem siodeł i uprzęży dla okolicznych rolników. Matka większość czasu spędzała w domu, poświęcając się opiece nad dziećmi, inwentarzem i całym gospodarstwem i nie miała żadnej profesji. Z biegiem czasu rodzina Braille’ów wzbogaciła się, nabyła dodatkowe trzy hektary ziemi i założyła winnicę. W 1812 r., w wieku trzech lat, Ludwik Braille skaleczył się w oko, w warsztacie, naśladując ruchy ojca. Doszło do zakażenia, a stosowane zabiegi (okłady z wody liliowej) prawdopodobnie tylko pogorszyły stan zdrowia. Wkrótce też stan zapalny przeniósł się także na zdrowe (lewe) oko – jak obecnie się przypuszcza, na skutek współczulnego zapalenia oka, co – już po dwóch latach – spowodowało obuoczną ślepotę.

### Edukacja
Na szczęście dla małego Louisa obydwoje rodzice byli piśmienni, co na ówczesnej francuskiej wsi było w tamtych czasach rzadkością. Na dodatek byli oni ludźmi bardzo praktycznymi. Od razu postanowili, że ich najmłodsze dziecko będzie zachęcane do brania udziału w normalnych czynnościach życiowych. Jeden z przyjaciół rodziny odnotował, że Louis nauczył się alfabetu w domu, poznając dotykiem kształty liter zrobionych z gwoździ tapicerskich, wbitych w deskę.
Pierwszym pozadomowym nauczycielem Louisa był w roku 1815 nowo powołany proboszcz parafii pod wezwaniem świętego Piotra w Coupvray, abbé Palluy, który starał się zaszczepić w chłopcu wiarę w miłość, uprzejmość i skromność. Rok później w miejscowej szkole pojawił się nowy nauczyciel, Antoine Bécheret, który na prośbę proboszcza przyjął Louisa w poczet uczniów. Nowo przyjęty uczeń był codziennie odprowadzany do szkoły przez widzącego kolegę, który w drodze do szkoły przechodził koło jego domu. Nowy nabytek natychmiast pokazał swoją wysoką klasę. Jego wychowawca odnotował, że Louis „zdumiewał go swymi odpowiedziami, na przemian trafnymi i zabawnymi”. Niestety – porewolucyjne kadry oświatowe postanowiły zmienić system edukacji w szkołach, wprowadzając zasady Nauczania Wzajemnego – w ramach którego to systemu rola nauczyciela została zredukowana niemal wyłącznie do nadzoru dzieci. W niedługim czasie rodzice zaczęli przenosić dzieci do szkół, w których jeszcze zachował się dawny system nauczania i proboszcz abbé Palluy zwrócił się z prośbą do dziedzica, markiza d’Orvilliers, o pomoc w załatwieniu miejsca dla swego pupila w szkole z internatem. Na szczęście, około 30 lat wcześniej, a dokładnie dnia 26 grudnia 1786 roku, markiz miał okazję uczestniczyć w pokazie umiejętności niewidomych uczniów, jaki przygotował w Wersalu dla dworu królewskiego Ludwika XVI założyciel szkoły dla niewidomych Valentin Haüy. Protekcja na wysokim szczeblu i – prawdopodobnie – odpowiednie pieniądze markiza, stworzyły Louisowi niepowtarzalną szansę zdobywania wykształcenia pod czujnym okiem jednego z najwybitniejszych pedagogów (dziś powiedzielibyśmy tyflopedagogów) w dziejach.
W wieku 10 lat Braille uzyskał stypendium w szkole dla niewidomych w Paryżu. Tam dzieci uczyły się czytać, odczytując pismo, które było wypukłe. Nie mogły jednak pisać, ponieważ litery były wytłaczane w specjalnej prasie.

### Późniejsze lata
Pismo Braille’a powstało w oparciu o system korespondencji, który miał początkowo być wykorzystany we francuskiej armii do przekazywania rozkazów bez słów w ciemności. Louis Braille dowiedział się o nim od emerytowanego kapitana Charlesa Barbier'a de la Serre'a wizytującego szkołę, do której uczęszczał Ludwik Braille. System wojskowy oparty był na 12-u wypukłych punktach, a Braille'owski na 6-u. Drugą ważną różnicą było oparcie systemu Braille'owskiego o litery, podczas gdy system Barbier'a był oparty na dźwiękach. Później Braille dokonał rozszerzenia swojego alfabetu na zapis matematyczny i nutowy. Nad tym ostatnim pracował on w latach 1828-1834.
8 sierpnia 1828 roku, na wniosek dyrektora instytutu, doktora Pigniera, Louis Braille oficjalnie został nauczycielem korepetytorem. Choć formalnie objął to stanowisko dopiero wówczas, nieoficjalnie zaczął nauczać już w wieku 18 lat. Z powodu braku nauczycieli prowadził zajęcia z gramatyki, arytmetyki, algebry, geometrii, a także uczył gry na wiolonczeli i skrzypcach. Relacje między nauczycielami a uczniami były pełne serdeczności i wzajemnego zrozumienia. Uczniowie chętnie uczestniczyli w lekcjach, nie oszczędzając wysiłków ani czasu na naukę. Choć pensja Braille’a wynosiła tylko 300 franków rocznie, udawało mu się pomagać biedniejszym uczniom. W 1833 r. awansował na profesora. Był osobą erudycyjną, sumienną, cierpliwą i posiadającą znakomite zdolności dydaktyczne. Jego lekcje, jak wspomina niewidomy biograf Hipolit Coltat, były zawsze doskonale przygotowane i stanowiły przyjemność dla wszystkich. Uczniowie z niecierpliwością na nie czekali. Braille potrafił wzbudzić zainteresowanie przedmiotem, ożywić zajęcia, łącząc powagę tematu z dowcipem i lekką formą wykładu. Całe swoje życie poświęcał innym, czyniąc dobro.
Braille zmarł na gruźlicę płuc 6 stycznia 1852 roku. 100 lat później, 20 czerwca 1952 r. ekshumowano jego szczątki z cmentarza w Coupvray. 22 czerwca jego prochy zostały przeniesione ze wszystkimi honorami do paryskiego Panteonu. Władze Coupvray nie zgodziły się jednak na całkowitą ekshumację. Na cmentarzu w rodzinnej wiosce pozostały jedynie jego ręce — te, które umożliwiły milionom niewidomych odkrycie magicznego świata słowa pisanego..

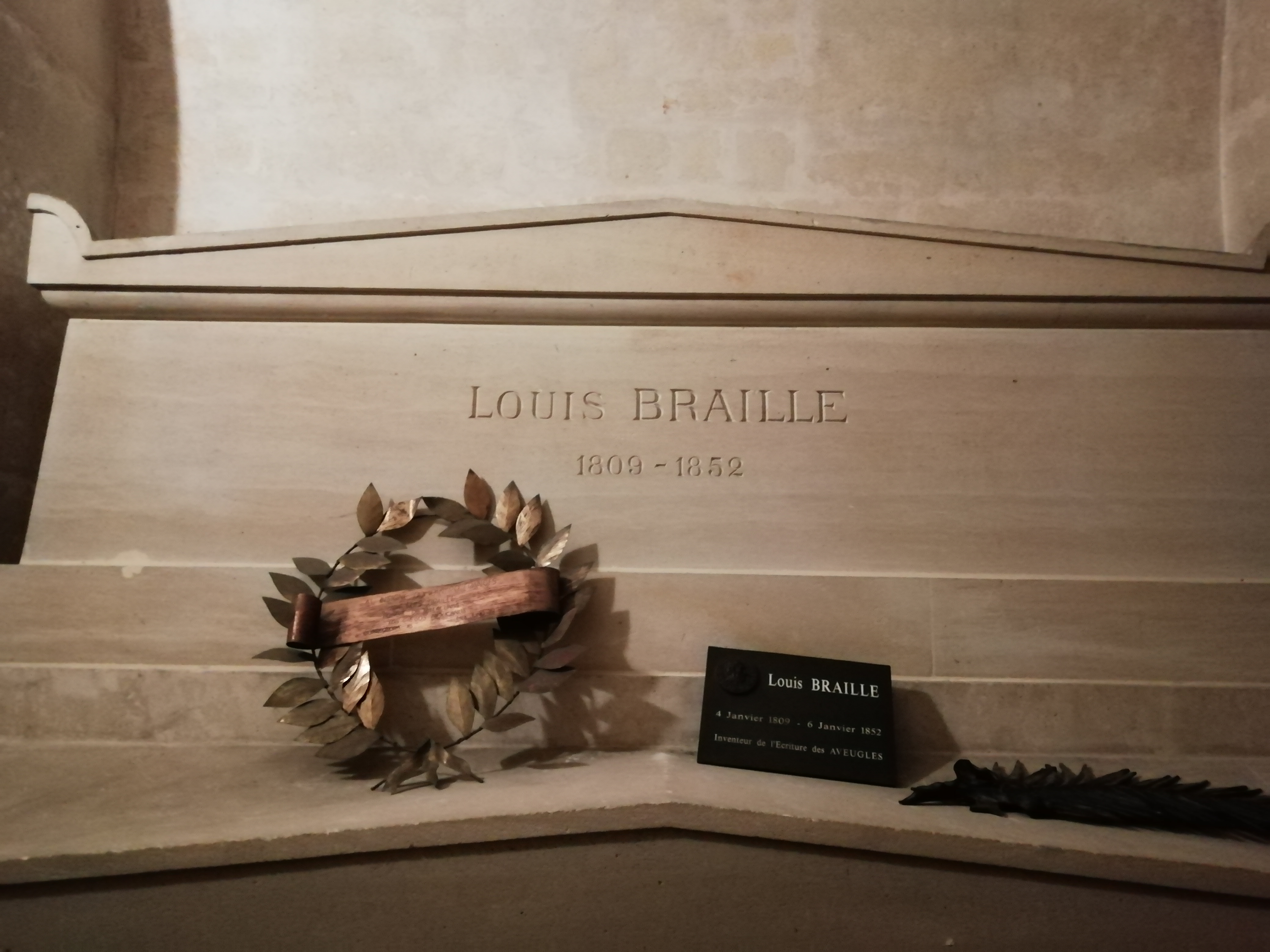
Grobowiec Braille’a w paryskim Panteonie

## Upamiętnienie
Z okazji 200-lecia urodzin Poczta Polska wydała okolicznościowy znaczek pocztowy z jego podobizną. W niektórych miastach, np. w Słupsku i w Poznaniu ma on swoje ulice. W Słupsku przy ulicy nazwanej jego imieniem ma on swoją tablicę pamiątkową. W Bydgoszczy znajduje się Specjalny Ośrodek Szkolno-Wychowawczy dla Dzieci i Młodzieży Słabo Widzącej i Niewidomej im. L. Braille’a w Bydgoszczy, któremu w roku 1972, w stulecie istnienia placówki, nadano jego imię. W budynku szkoły odsłonięto jego popiersie i tablicę pamiątkową. W Belgii i we Włoszech wybito okolicznościową monetę o nominale 2 euro. Indie wybiły dwie monety o nominałach 100 rupii i 2 rupii. USA wybiło okolicznościowego 1 dolara. W 2018 r. ONZ ustanowiła dzień 4 stycznia Światowym Dniem Braille'a. Ludwik Braille jest upamiętniony nawet w kosmosie. Jedna z planetoid, 9969 Braille, należąca do pasa głównego znajdującego się między Marsem, a Jowiszem nosi jego nazwisko.